# Bihastina mera
Bihastina mera är en fjärilsart som beskrevs av Louis Beethoven Prout 1926. Bihastina mera ingår i släktet Bihastina och familjen mätare. Inga underarter finns listade i Catalogue of Life.